# Lyons, Michigan
Lyons är en ort (village) i Ionia County i Michigan. Vid 2010 års folkräkning hade Lyons 789 invånare.
Orten grundades och planlades av Lucius Lyon som aldrig själv bodde i Lyons men hans bror Truman Lyon utsågs som ortens första postmästare.